# Cedarosaurus
Cedarosaurus weiskopfae
Genre
Espèce
Cedarosaurus est un genre fossile de dinosaures du Crétacé inférieur qui vivait il y a 125 millions d'années aux États-Unis. Ce brachiosauridé mesurait plus de 20 mètres. Ce genre n'est représenté que par une seule espèce, Cedarosaurus weiskopfae.

## Description

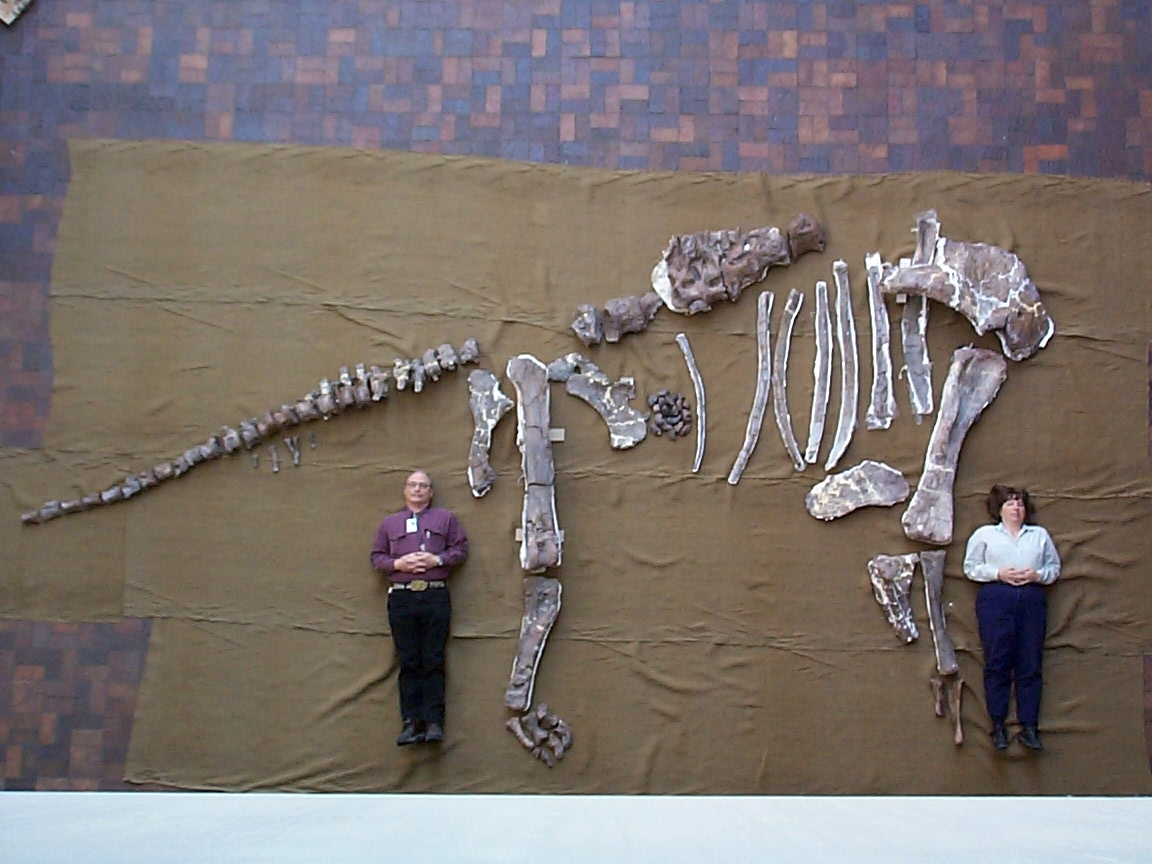

Taille du Cedarosaure vis à vis d'un humain de taille moyenne(1,8m)

Le Cedarosaurus, selon les restes fossiles, devait vivre en groupe. Les fossiles ont été découvert dans l'Utah,, mais il est probable que son aire de répartition ait été plus vaste. Les jeunes étaient la proie d'Utahraptor.

## Liste d'espèces
Selon BioLib (12 avril 2020) :
- Cedarosaurus weiskopfae Tidwell, Carpenter & Brooks, 1999 †[2]

## Étymologie
Le genre Cedarosaurus, composé de Cedar et du latin saurus, « lézard », doit son nom à la formation de Cedar Mountain, une formation géologique de l'Utah (États-Unis).
Son nom spécifique, weiskopfae, lui a été donné en l'honneur de Carol Weiskopf pour son travail intense tant sur le terrain qu'au laboratoire. 

## Dans les médias et la culture
L'espèce est présentée dans un documentaire tout public intitulé "Dinosaures, s'adapter ou mourir".

### Publication originale
- (en) Virginia Tidwell, Kenneth Carpenter et William Brooks, « New sauropod from the Lower Cretaceous of Utah, USA », Oryctos, vol. 2,‎ décembre 1999, p. 21-37 (ISSN 1290-4805 et 1775-4127, lire en ligne). .